# Landscape Arch

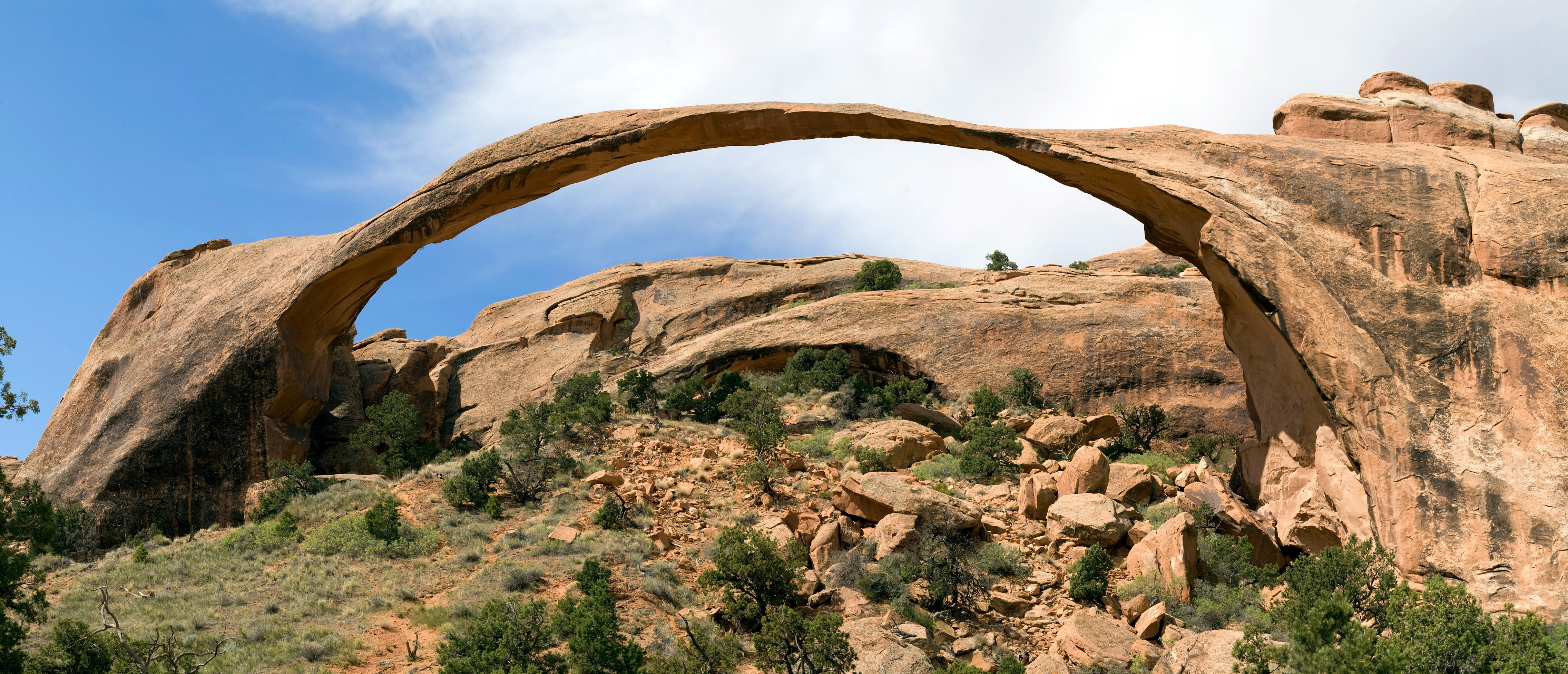
Landscape Arch

Landscape Arch este un pod natural situat în Parcul Național Arches în Utah, SUA.

## Geografia și istoria
Arcul este unul dintre multe altele în zona cunoscută sub numele de "Grădina Diavolului" în zona de nord a parcului.  A fost numit de Frank Beckwith, liderul "Arches National Monument Scientific Expedition", care a explorat zona în iarna anului 1933-1934.
Podul poate fi atins după o scurtă plimbare de aproximativ 2.4 km de-a lungul unei piste.

### Particularitate
"The Natural Arch and Bridge Society" (NABS) consideră că Landscape Arch este cel mai lung arc natural din lume, care a măsurat în 2004, 88.4 metri,  care este un pic mai mult decât o măsurare efectuată de societate în 2006, la podul natural "Kolob Arch" din Parcul "Zion National Park".

## Geologie
Din 1991, trei plăci de gresie care măsurau 9.1, 14, și 21 m lungime, au căzut de la cea mai subțire secțiune a Landscape Arch,  forțând conducerea parcului să închidă traseul care odată trecea pe sub acesta.

## Galerie de imagini

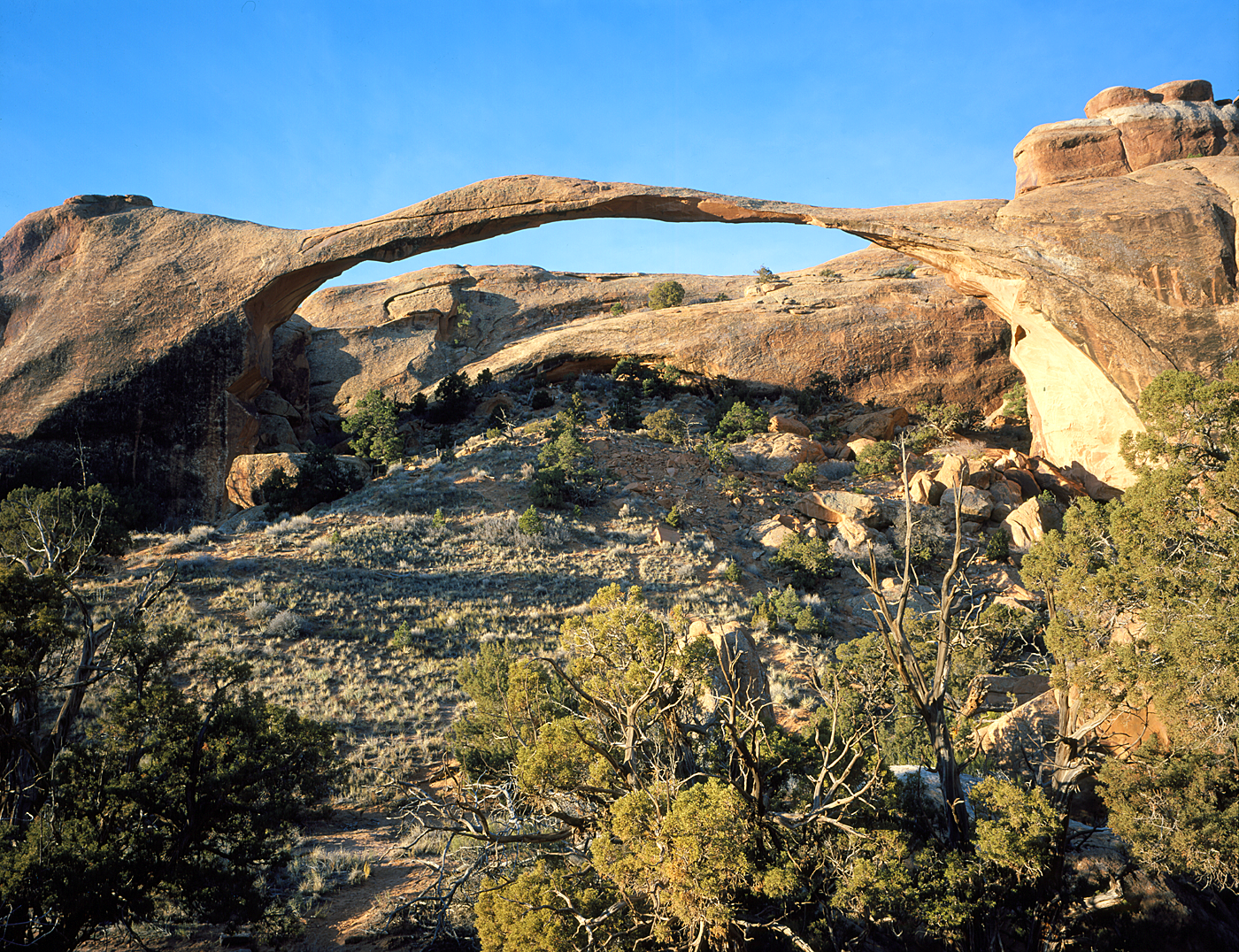
Landscape Arch
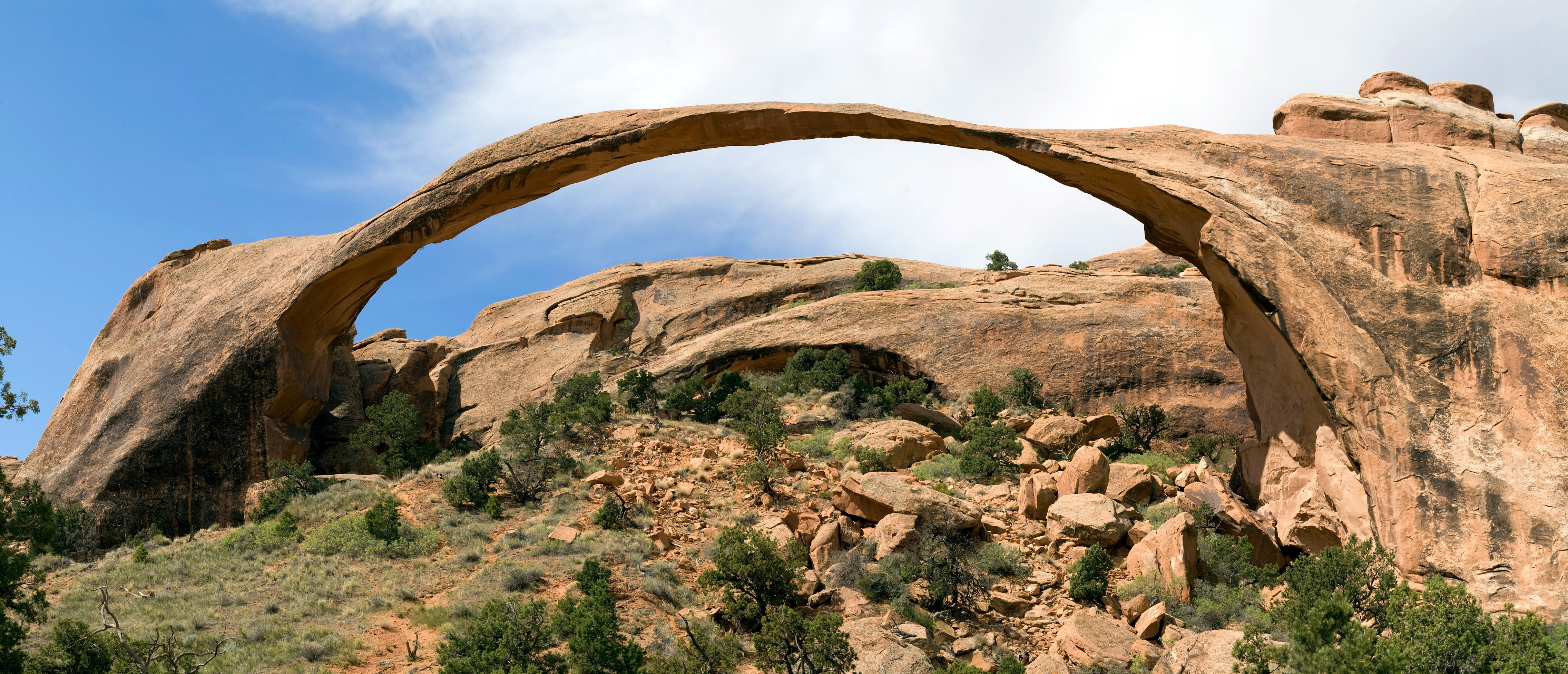
Landscape Arch
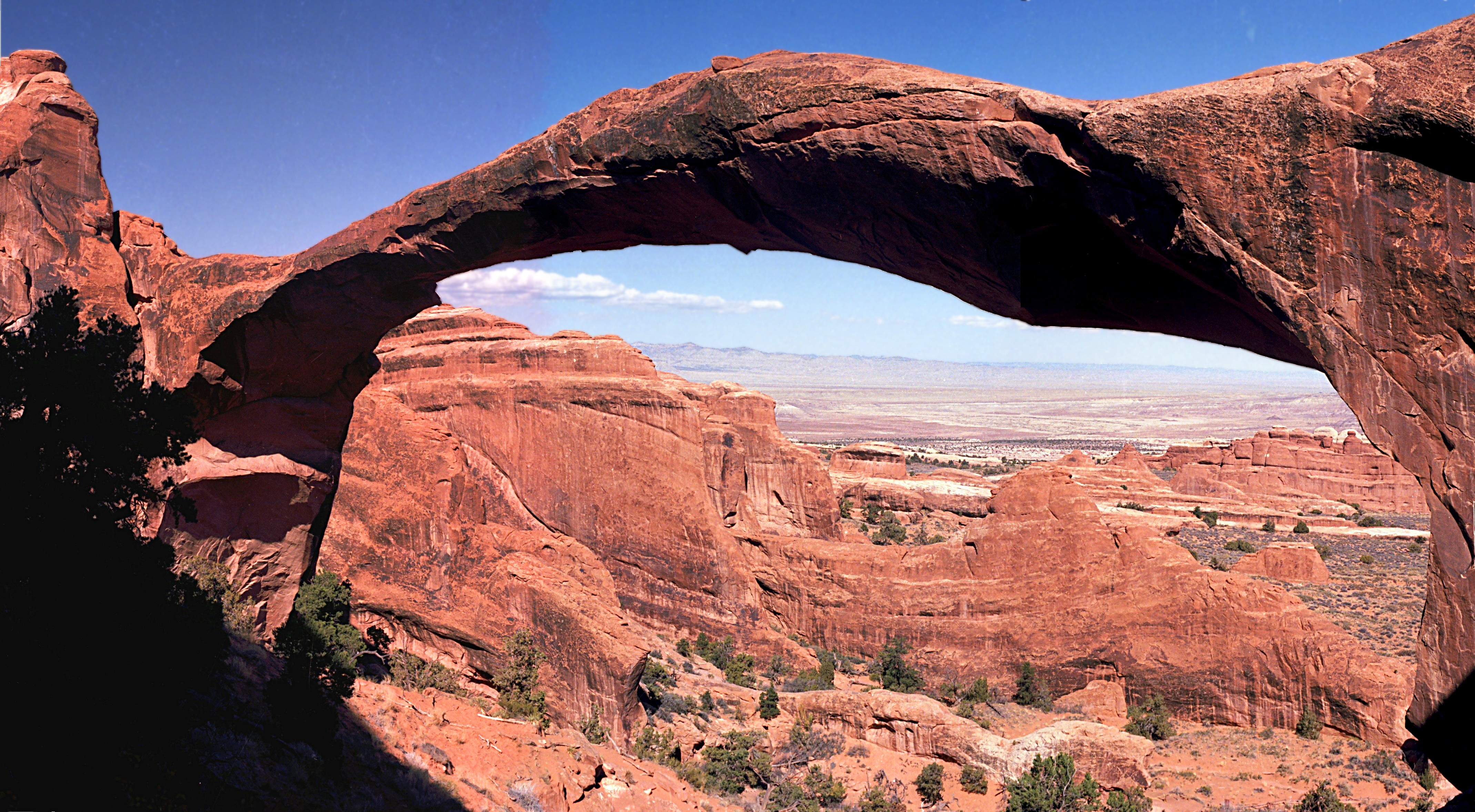
Vedere
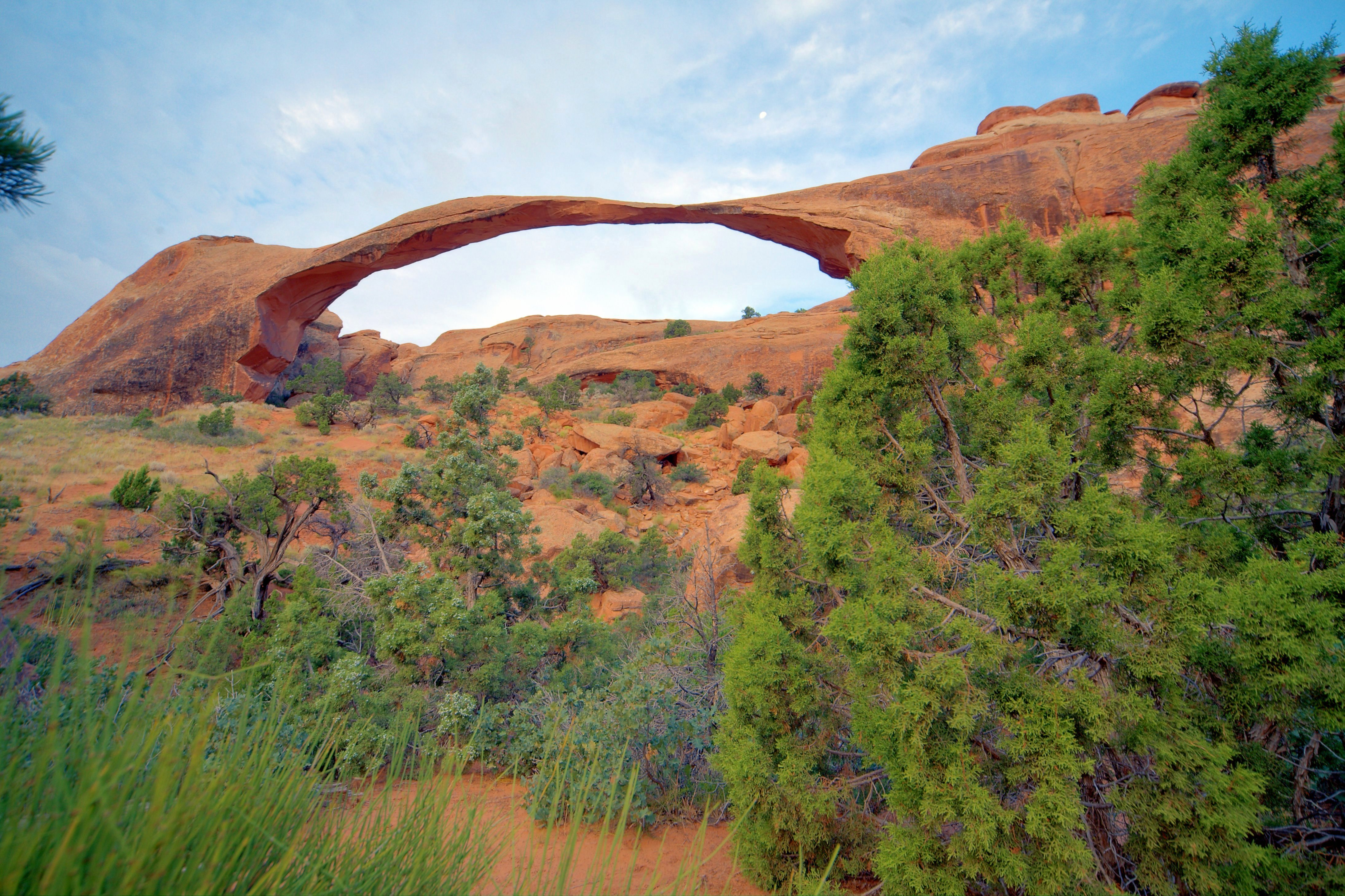
Landscape Arch